# Per Seconde Wijzer
Per Seconde Wijzer is een televisiequiz, waarvan de eerste aflevering in Nederland op 7 oktober 1967 werd uitgezonden onder leiding van Joop Simons. Hij werd na de eerste aflevering ernstig ziek en overleed twee maanden later. Zijn taak werd voor de rest van de drie seizoenen overgenomen door Berend Boudewijn. Het programma is van oorsprong een Frans concept dat werd bedacht door Pierre Bellemare en heette daar Pas une seconde à perdre. Ellen Blazer haalde het concept naar Nederland. Het werd in de kranten aangekondigd onder de titel "Wijzer per seconde" en zou oorspronkelijk gepresenteerd worden door Jan Roelands.
In 1989 kwam het programma met Kees Driehuis terug op de Nederlandse televisie. Op  1 maart 2018 presenteerde Kees Driehuis voor het laatst. Hij heeft de quiz 29 jaar gepresenteerd. Zijn opvolger werd Erik Dijkstra.

## Vlaanderen
In Vlaanderen werd het programma tot 2003 gepresenteerd door Herman Van Molle, daarna kwam de presentatie in handen van Jo Van Damme. In november 2014 keerde het programma in Vlaanderen terug op Canvas onder de naam Lijst Debecker en werd het gepresenteerd door Karolien Debecker.

## Vragen
Vooraf kan de kandidaat een keuze maken uit vijf categorieën:
- Tegenwoordige tijd (voorheen Deze eeuw geheten)
- Geschiedenis
- Kunst en cultuur (voorheen Kunst geheten)
- Wetenschap
- Sport (toegevoegd in 2008).

## Spelverloop
Een aflevering bestaat per kandidaat uit vier vragen en elke vraag uit negen onderdelen waarvoor een antwoord moet worden gekozen. Eventueel kan de speler zijn of haar antwoorden verbeteren. Hij of zij mag niet twee keer hetzelfde antwoord geven. Doet hij of zij dat toch, dan geldt het eerste onderdeel als onbeantwoord (tenzij de speler alsnog een ander antwoord kiest).
Bijvoorbeeld: Een speler beantwoordt het derde onderdeel met "Churchill". Bij het zesde onderdeel zegt hij weer "Churchill".
Nu geldt het derde onderdeel als onbeantwoord (dus altijd fout), tenzij de speler zegt: "Waar ik eerder Churchill zei moet Eisenhower zijn."
In principe is het niet nodig dat een onderdeel onbeantwoord blijft. De antwoorden zijn immers bekend en de speler hoeft de antwoorden alleen maar op de juiste volgorde te zetten. Toch gebeurt het vaak dat een speler in de beperkte tijd niet meer weet welke onderdelen hij gemist heeft, zodat hij of zij liever "stop" roept om de tijd te stoppen (waarna de kandidaat niet meer mag verbeteren) terwijl er nog antwoorden openstaan.
Per aflevering worden twee kandidaten - afzonderlijk van elkaar - ondervraagd. Mocht er na deze twee kandidaten nog tijd over zijn voor een derde kandidaat, dan krijgt deze nog een vraag. De kandidaat krijgt 200 seconden speeltijd voor een aflevering. Bovendien krijgt hij of zij bij aanvang van de eerste ronde twee jokers. Voor elke volgende ronde komt er nog een joker bij. Daarnaast blijven de jokers die de speler over had gehouden van de vorige aflevering staan.
De kandidaat kan steeds kiezen of hij of zij verder wil naar de volgende aflevering of naar huis met het tot dan toe gewonnen prijzengeld. Als een kandidaat minder onderdelen goed heeft beantwoord dan nodig (vijf in de eerste ronde, zes in de tweede, zeven in de derde, en alle negen in de vierde) en te weinig of geen jokers heeft ingezet, verliest de kandidaat en krijgt hij of zij het Per Seconde Wijzer-klokje. Mocht de kandidaat alle vragen goed hebben, krijgt hij of zij juist een extra joker.

### Finalespel
Na de zomer van 2012 is de slotvraag opgenomen in het spel in de plaats van de derde speler. In elke aflevering spelen twee kandidaten elk een eigen ronde. Nadat de twee spelers hun eigen speelronde hebben afgerond, spelen zij tegen elkaar het finalespel. In het finalespel spelen de kandidaten tegen elkaar een gezamenlijke vraag om een pot. De inhoud van de pot wordt bepaald door het aantal goed gegeven antwoorden in de gehele uitzending.
In eerste instantie was er de keuze om bij winst van het finalespel het bedrag te reserveren voor een eventuele vierde ronde om dat dan ook te verdubbelen (maar te verliezen als de speler een ronde niet wint). Aangezien er echter weinig spelers een vierde ronde spelen, is deze optie vrij snel verdwenen en wint de speler gewoon het bedrag.
Vanaf 2014 werd er geen slotvraag meer gespeeld.

### Jokers
De speler heeft een jokersaldo. 
Bij het begin van de eerste ronde krijgt hij twee jokers. Voor elke volgende ronde komt er nog een joker bij. Daarnaast blijven de jokers die hij over had gehouden van vorige afleveringen staan. Worden alle onderdelen van een vraag goed beantwoord (eventueel door het inzetten van jokers), dan krijgt hij er een joker bij, maar geen extra tijd.
Nadat de onderdelen beantwoord zijn, kan de speler jokers inzetten om gemiste of foute antwoorden af te kopen. Het inzetten van een joker kost zestien seconden speeltijd per stuk. Bovendien moet er wel voldoende jokersaldo zijn. De speler kiest zijn jokers voordat gezegd wordt welke antwoorden hij goed had. Het gebeurt regelmatig dat een speler voor de zekerheid meer jokers inzet dan achteraf nodig bleken te zijn.

### Minimumaantal
In de eerste aflevering moet de kandidaat in elke vraag vijf van de negen onderdelen van elke vraag goed hebben, in de tweede zes en in de derde aflevering zeven. In de vierde aflevering zijn de spelregels iets afwijkend ten opzichte van de drie voorgaande.
De resterende tijd van de vorige drie afleveringen plus eventueel overgebleven jokers krijgt hij erbij, plus 200 seconden, maar hij moet wel alles goed hebben, dus negen uit negen.

## Prijzen
Het geldbedrag dat de speler kan winnen, hangt af van het spelverloop.

#### Individuele speelronde
Elk goed antwoord levert de kandidaat een bedrag op:
- ronde 1: voor elk goed antwoord 20 euro
- ronde 2: voor elk goed antwoord 25 euro
- ronde 3: voor elk goed antwoord 30 euro
- ronde 4: voor elk goed antwoord 35 euro

Bij winst van ronde 4 wordt het totaal opgebouwde prijzengeld uit de individuele speelronde verdubbeld. Dit betekent dat een kandidaat in het individuele spel maximaal € 7.920 kan winnen. Bij overwinning van een derde ronde, waar de meeste kandidaten stoppen, is het gemiddelde geldbedrag circa € 2.500,-, bij overwinning van de vierde ronde wint de kandidaat gemiddeld rond de € 7.500,-. Een kandidaat die te weinig antwoorden goed heeft of tijd tekort komt, verliest het spel en al het tot dan toe opgebouwde prijzengeld en krijgt een Per Seconde Wijzer-klokje en een Museumkaart. In de volgende aflevering wordt deze kandidaat dan vervangen door een nieuwe kandidaat met een nieuwe categorie.

### Finalespel
De begininhoud van de pot wordt bepaald door het totaal aantal goed gegeven antwoorden door beide kandidaten in hun individuele speelronde van die uitzending. Elk goed antwoord zorgt voor tien euro in de finalepot. Een uitzending bevat 72 individuele antwoorden (de twee spelers beantwoorden vier vragen met elk negen antwoorden). De pot begint dus met maximaal 720 euro. Elke speler begint met dit bedrag. Voor ieder in het finalespel goed gegeven antwoord krijgt een speler 50 euro bovenop zijn eigen finalepot. Voor elk fout antwoord wordt 50 euro uit de eigen pot gehaald. De speler die met het hoogste bedrag eindigt, wint zijn of haar pot. Als een speler alle negen finalevragen goed beantwoordt, kan men maximaal (9 x €50) + €720 = € 1.170,- in de finale winnen.
Bij verlies van het eigen spel, mag een kandidaat nog wel het finalespel tegen de andere kandidaat spelen. De kandidaat die het finalespel wint, neemt het in de finale gewonnen bedrag altijd mee naar huis, ook als de speler zijn eigen spel heeft verloren.

## Kijkersvraag
Aan het begin van de uitzending wordt een kijkersvraag gesteld. De snelste inzender van het goede antwoord via de website van het programma, binnen een tijdsraam van twintig seconden, wint de prijs. (Het Per Seconde Wijzer-horloge). Halverwege de uitzending wordt de winnaar op de website bekend gemaakt. De lijst met winnaars is te raadplegen op de website.

## Kindereditie
Van 1991 tot en met 1992 werd er ook een speciale kindereditie van deze quiz uitgezonden genaamd De Kleine Wijzer. Hierbij waren de vragen op het niveau van kinderen omgezet en was het spelconcept iets aangepast.

## Jubileumeditie
In de eerste week van november 2015 werd een speciale jubileumeditie uitgezonden naar aanleiding van het 90-jarig bestaan van de VARA waarbij de kandidaten (oud)-VARA-medewerkers waren en vragen gesteld werden over de geschiedenis van VARA-programma's en -medewerkers waarbij ook hier het spelconcept iets was aangepast.